# Министерство продовольствия Исландии
Министерство продовольствия Исландии (исл. Matvælaráðuneyti Íslands), ранее известное как Министерство рыболовства и сельского хозяйства Исландии (Sjávarútvegs- og landbúnaðarráðuneyti Íslands) — орган исполнительной власти Исландии.
13 июня 2007 года парламент Исландии принял закон для слияния Министерства рыбного хозяйства и Министерства сельского хозяйства, который вступил в силу 1 января 2008 года. Это важное экономическое министерство, отвечающее за экспорт рыбных продуктов, что составляет около 40 % от экспорта Исландии.
Нынешним министром с 21 декабря 2024 года является Ханна Катрин Фридрихссон.
1 марта 2025 года название министерства будет изменено на Министерство промышленности (Atvinnuvegaráðuneyti). Министерству отойдут функции предпринимательства, защиты прав потребителей и туризма от Министерства туризма, торговли и культуры. Министерству отойдут функции промышленности от Министерства высшего образования, промышленности и инноваций. Функции лесного хозяйства, рекультивации земель и благополучия животных отойдут Министерству окружающей среды, энергетики и климата.